# Vanlig krait
Vanlig krait (Bungarus caeruleus) är en krait som lever i den indiska subkontinentens djungler. Ormen är mycket giftig och en av de fyra farligaste av de indiska giftormarna.

## Beskrivning
Ormens kropp varierar från mörk stålblå eller svart till blekt blågrå. Genomsnittslängden är omkring 1 meter. Stjärtens fjäll efter analöppningen är inte delade. Ormen har hexagonala fjäll längs ryggraden och de vita tvärgående banden är mer utmärkande nära svansen.
Hannen är större än honan och har även längre svans.

## Utbredning
Ormen lever på den indiska halvön från Sindh i Pakistan till de västbengaliska slätterna. Den finns även i hela Sydindien och på  Sri Lanka.

## Habitat
Vanlig krait har sina bon på mycket varierande platser. Den finns på åkrar, i lågsnårig djungel och även i befolkade områden. De bygger sina bon i råttbon, termitstackar, stenhögar och inomhus. De kan finnas i eller nära vattendrag.

## Beteende
Ormen är aktiv nattetid då den försvarar sitt revir aggressivt. När den hotas rullar den ihop sig, gömmer sitt huvud och rör sig ryckigt. Den kan även lyfta sin svans. När den flyr väser den högt och om den stannar upp kan den hugga. Den är ovillig att attackera men kan göra ett snabbt hugg.
Dagtid är ormen slö och rullar ihop sin kropp med sitt huvud dolt under den. Den är i det läget ganska foglig men kan hugga om den irriteras.

## Föda
Vanlig krait lever på andra ormar, möss och ödlor. Deras medfödda kannibalism gör att de även äter sina ungar. Ungarna äter leddjur.

## Gift
Vanlig krait har ett toxiskt gift och är den farligaste av kraiterna. Giftet är mycket neurotoxiskt och orsakar snabbt muskelförlamning. Ett kraitbett ger liten eller ingen direkt smärta vilket kan göra att offret inte märker det direkt. Vanligtvis klagar offren på kramper i buken i kombination med tilltagande förlamning. Döden inträffar mellan 6 och 8 timmar efter bettet, och orsakas vanligen av andnöd eller kvävning.